# Pyrżigrach
Pyrżigrach (bułg. Пържиграх) – wieś w środkowej Bułgarii, w obwodzie Gabrowo, w gminie Trjawna. Wieś jest niezamieszkana.